# József Künsztler
József Künsztler (Budapest, 7 marzo 1897 – Nicosia, 27 dicembre 1977) è stato un allenatore di calcio e calciatore ungherese, di ruolo attaccante.

## Palmarès

### Allenatore
- Campionato greco: 1

Panathinaikos: 1930
- Campionato cipriota: 8

APOEL: 1935-1936, 1936-1937, 1937-1938, 1938-1939, 1939-1940, 1946-1947, 1947-1948, 1948-1949
- Coppa di Cipro: 4

APOEL: 1936-1937, 1940-1941, 1946-1947, 1950-1951